# 더스키돌고래
더스키돌고래(학명: Lagenorhynchus obscurus)는 참돌고래과 낫돌고래속에 속하는 고래의 일종으로, 흰배낫돌고래라고도 일컫는다. 남반구의 해안가에서 발견되는 돌고래로서, 종소명은 라틴어로 "어두운" 또는 "희미한"이라는 의미이다. 유전적으로는 낫돌고래와 가장 가깝지만, 현재 과학적으로는 별도 종으로 분류하고 있다. 더스키돌고래는 고른 분포를 보이지는 않지만, 대부분의 개체군은 남반구에 서식하며 그 가운데서도 남아메리카와 아프리카 남서부, 뉴질랜드 주변 해역에서 서식한다.
몸길이는 160-170cm, 몸무게는 70-80kg 가량으로 측정되지만 드물게 2m가 넘는 몸길이에 100kg이 나가는 대형 개체도 관찰된다. 그 어떤 돌고래들보다도 화려한 수상 곡예 동작을 가지고 있으며, 동작의 종류와 의미도 다른 고래들보다 더 많은 것으로 알려져 있다. 즐겨 먹는 먹이는 어류와 두족류 등이며, 자망에 걸려드는 사고가 비교적 많다.

## 생김새
더스키돌고래는 과(생물의 분류단계)의 다른 종들과 비교하면 작거나 중간 정도의 크기이다. 다른 지역에 사는 개체군마다 크기에 상당한 차이가 있다. 가장 큰 더스키돌고래는 페루의 해안에서 발견되었으며, 길이가 최대 210 cm (6피트), 무게는 100 kg (210 파운드)에 이른다. 뉴질랜드에서 사는 더스키돌고래의 크기는 암컷의 길이 범위와 무게 범위가 각각 167~175 cm, 69~78 kg, 수컷의 길이 범위와 무게 범위가 각각 165~175 cm, 70~85 kg으로 기록되었다.
이 종에서는 성적 이형이 거의 일어나지 않지만, 수컷은 폭과 표면적이 더 넓고 굽은 등지느러미를 가지고 있다. 이 돌고래의 등은 짙은 회색이나 검정색이고, 등지느러미는 독특하게도 앞 가장자리는 검은색, 뒷부분은 훨씬 밝은 회색을 띤 흰색이다. 더스키돌고래는 앞 쪽에서 짧고 짙은 회색의 부리로 이어지는 길고 밝은 회색 반점을 가지고 있다. 목과 배는 흰색이고, 부리와 아래턱은 짙은 회색이다.

## 개체수와 분포
더스키돌고래는 남아메리카, 아프리카 남서부, 호주 남부와 태즈메이니아, 뉴질랜드, 그리고 몇몇 대양도의 해안에서 발견할 수 있다. 남아메리카에서 시작하여, 페루 남부에서 서쪽의 혼(Horn) 곶까지, 그리고 파타고니아 남부에서 동쪽 36°S 주변까지 이르는 범위에 분포한다. 또한, 포클랜드 제도에도 분포한다. 특히 더스키돌고래는 발데스 반도에서 마르델플라타(Mar del Plata)까지 흔하게 서식한다. 대조적으로 비글 해협과 티에라델푸에고(Tierra del Fuego) 지역 연안 내수에서는 흔치 않다.
더스키돌고래는 뉴질랜드 전역에서 발견된다. 뉴질랜드 지역의 개체수는 노스 섬의 이스트 곶과 펄리서 곶(Palliser Cape)에서 사우스 섬의 티머루와 오아마루에 집중되어 있다. 특히 사우슬랜드와 캔터베리 해류의 차가운 물에서 많이 서식한다. 아프리카에서는 북쪽의 앙골라의 로비투 만에서부터 남쪽의 남아프리카의 폴스 만까지 분포한다.

## 생태 및 행동
더스키돌고래는 찬 해류 뿐만 아니라 시원하고 용승하는 물을 좋아한다. 주로 해안에서 살고, 대륙붕 바깥 쪽과 연안의 섬과 유사한 지역에서 발견된다. 먼 거리(약 780km)를 이동할 수 있지만, 계절별 이동은 잘 알려지지 않았다. 하지만, 아르헨티나와 뉴질랜드에 사는 더스키돌고래는 해안과 연해에서 계절에 따라 주행성 움직임을 보인다. 아르헨티나에서 이 돌고래는 남방긴수염고래와 남아메리카 바다사자와 가깝게 지낸다. 큰돌고래 주변에서 발견되지만 그들과 상호작용하지는 않고, 큰코돌고래와 먹이를 공유한다. 또한 남방큰재갈매, 가마우지, 제비갈매기, 슴새, 그리고 알바트로스와 같은 다양한 바다새와 연관되어 있다. 뉴질랜드에서 더스키돌고래는 다른 돌고래와 어울린다. 또한 더스키돌고래는 남서아프리카에 남방긴수염고래, 둥근머리돌고래와 함께 관찰된다.

## 인간과의 관계
더스키돌고래는 그들이 사는 지역 대부분에서 보호받으며, 국제 자연 보호 연맹(IUCN)에 데이터 부족으로 등록되어있다. 더스키돌고래는 페루와 칠레의 작은 고래잡이의 희생양이 될 수도 있다. 이 어업의 확장은 1972년 페루 멸치 어업의 붕괴 때 시작되었을 것이다. 또한 더스키돌고래는 뉴질랜드에서 자망으로 잡히지만, 1970년대와 1980년대 이후로 포획량이 감소되고 있다. 페루에서는 많은 수(연 10,000~15,000마리)가 죽임을 당하고, 상어를 유인하는 미끼나 인간의 소비를 위해 사용된다. 더스키돌고래가 남아프리카에서 작살로 잡힌다고 생각하지만, 그 수는 많지 않다.
더스키돌고래는 불리한 보존 상태에 있거나 협의에 의해 조직된 국제기관으로부터 상당히 이익을 얻을 것이기 때문에 야생동물의 철새 종 보존에 관한 협약의 부록 II에 나열되어있다.

## 같이 보기
- 고래류의 종 목록